# Sicks gierzwaluw
De Sicks gierzwaluw (Chaetura meridionalis) is een vogel uit de familie Apodidae (gierzwaluwen). De vogel is genoemd naar de Duits-Braziliaanse ornitholoog Helmut Sick.

## Verspreiding en leefgebied
Deze soort komt voor van zuidelijk Brazilië tot oostelijk Bolivia, Paraguay en noordelijk Argentinië.